# Canton de Pointe-à-Pitre-3
Le canton de Pointe-à-Pitre-3 est une ancienne division administrative française, située dans le département de la Guadeloupe et la région Guadeloupe.

## Composition
Le canton de Pointe-à-Pitre-3 comprenait une fraction de commune :
- Pointe-à-Pitre, fraction de commune

## Administration
| Période                                                 | Période          | Identité         | Étiquette     | Qualité |
| ------------------------------------------------------- | ---------------- | ---------------- | ------------- | --- |
| 1945                                                    | 1973             | Henri Rinaldo    | SFIO puis DVG | Avocat Président du conseil général (1950 et 1957-1973) Adjoint au maire de Pointe-à-Pitre                                                           |
| 1973                                                    | 1985             | Raphaël Koury    | PCG puis DVG  | Commerçant Conseiller régional Adjoint au maire de Pointe-à-Pitre Fondateur du Mouvement Progressiste Guadeloupéen                                   |
| 1985                                                    | 1989 (démission) | Henri Bangou     | PCG           | Médecin cardiologue Maire de Pointe-à-Pitre (1965-2008) Conseiller régional (1975-1986)                                                              |
| 1989                                                    | 2004             | Alain Sémiramoth | PCG puis PPDG | Directeur d'école Conseiller municipal de Pointe-à-Pitre                                                                                             |
| 2004                                                    | 2015             | Marcel Sigiscar  | PPDG          | Responsable administratif et financier de l'Institut Pasteur Adjoint au maire de Pointe-à-Pitre Élu en 2015 dans le nouveau canton de Pointe-à-Pitre |
| Les données antérieures ne sont pas encore mentionnées. |                  |                  |               | |